# Кастањера Алта (Тревизо)
Кастањера Алта је насеље у Италији у округу Тревизо, региону Венето.
Према процени из 2011. у насељу је живело 126 становника. Насеље се налази на надморској висини од 62 м.